# Lettország a 2002. évi téli olimpiai játékokon
Lettország az egyesült államokbeli Salt Lake Cityben megrendezett 2002. évi téli olimpiai játékok egyik részt vevő nemzete volt. Az országot az olimpián 8 sportágban 47 sportoló képviselte, akik érmet nem szereztek.

## Alpesisí
Férfi
| Versenyző     | Versenyszám      | 1. futam      | 1. futam      | 2. futam | 2. futam | Összesítés | Összesítés |
| Versenyző     | Versenyszám      | Idő           | Hely.         | Idő      | Hely.    | Idő        | Helyezés   |
| ------------- | ---------------- | ------------- | ------------- | -------- | -------- | ---------- | ---------- |
| Ivars Ciaguns | Műlesiklás       | 56,31         | 37.           | 58,42    | 24.      | 1:54,73    | 25.        |
| Ivars Ciaguns | Óriás-műlesiklás | nem ért célba | nem ért célba | kiesett  | kiesett  | kiesett    | kiesett    |

## Biatlon
Férfi
| Versenyző                                                   | Versenyszám           | Lövőhiba     | Időeredmény   | Helyezés      |
| ----------------------------------------------------------- | --------------------- | ------------ | ------------- | ------------- |
| Ilmārs Bricis                                               | 10 km sprint          | 2 (1+1)      | 27:17,3       | 40.           |
| Ilmārs Bricis                                               | 12,5 km üldözőverseny | 7 (0+1+3+3)  | 38:49,9       | 51.           |
| Ilmārs Bricis                                               | 20 km egyéni          | 3 (0+2+1+0)  | 56:24,4       | 39.           |
| Oļegs Maļuhins                                              | 10 km sprint          | 3 (1+2)      | 27:30,7       | 46.           |
| Oļegs Maļuhins                                              | 12,5 km üldözőverseny | 3 (0+0+1+2)  | 36:10,5       | 30.           |
| Oļegs Maļuhins                                              | 20 km egyéni          | 4 (1+2+1+ –) | nem ért célba | nem ért célba |
| Jēkabs Nākums                                               | 10 km sprint          | 1 (1+0)      | 27:40,9       | 52.           |
| Jēkabs Nākums                                               | 12,5 km üldözőverseny | 5 (1+2+2+0)  | 39:19,3       | 54.           |
| Jēkabs Nākums                                               | 20 km egyéni          | 1 (0+0+0+1)  | 56:19,6       | 35.*          |
| Gundars Upenieks                                            | 10 km sprint          | 3 (3+0)      | 28:11,9       | 65.           |
| Gundars Upenieks                                            | 20 km egyéni          | 5 (2+0+3+0)  | 59:56,0       | 71.           |
| Oļegs Maļuhins Jēkabs Nākums Gundars Upenieks Ilmārs Bricis | 4 × 7,5 km váltó      | 3+12         | 1:32:00,8     | 17.           |

Női
| Versenyző     | Versenyszám         | Lövőhiba     | Időeredmény | Helyezés   |
| ------------- | ------------------- | ------------ | ----------- | ---------- |
| Andžela Brice | 7,5 km sprint       | 1 (0+1)      | 24:32,5     | 58.        |
| Andžela Brice | 10 km üldözőverseny | 3 (0+0+3+ –) | lekörözték  | lekörözték |
| Andžela Brice | 15 km egyéni        | 6 (1+2+1+2)  | 59:20,9     | 63.        |

* – egy másik versenyzővel azonos eredményt ért el

## Bob
Férfi
| Versenyző                                                  | Versenyszám | 1. futam | 1. futam | 2. futam | 2. futam | 3. futam | 3. futam | 4. futam | 4. futam | Összesítés | Összesítés |
| Versenyző                                                  | Versenyszám | Idő      | Hely.    | Idő      | Hely.    | Idő      | Hely.    | Idő      | Hely.    | Idő        | Helyezés   |
| ---------------------------------------------------------- | ----------- | -------- | -------- | -------- | -------- | -------- | -------- | -------- | -------- | ---------- | ---------- |
| Sandis Prūsis Mārcis Rullis                                | Kettes      | 48,07    | 12.      | 48,06    | 12.      | 48,08    | 12.      | 48,25    | 15.      | 3:12,60    | 11.*       |
| Intars Dīcmanis Gatis Gūts                                 | Kettes      | 48,07    | 12.      | 48,22    | 18.      | 48,14    | 13.      | 48,25    | 15.      | 3:12,68    | 13.*       |
| Sandis Prūsis Mārcis Rullis Jānis Silarājs Jānis Ozols     | Négyes      | 46,99    | 9.*      | 46,82    | 5.*      | 47,60    | 14.      | 47,65    | 9.       | 3:09,06    | 7.         |
| Gatis Gūts Intars Dīcmanis Māris Rozentāls Gunārs Bumbulis | Négyes      | 46,99    | 9.*      | 46,99    | 11.      | 47,80    | 16.      | 47,66    | 10.      | 3:09,44    | 12.        |

* – egy másik csapattal azonos eredményt ért el

## Gyorskorcsolya
Női
| Versenyző   | Versenyszám | Eredmény | Helyezés |
| ----------- | ----------- | -------- | -------- |
| Ilonda Lūse | 1500 m      | 2:04,25  | 35.      |
| Ilonda Lūse | 3000 m      | 4:23,13  | 30.      |

## Jégkorong

### Férfi
| Lett nemzeti férfi jégkorongcsapat-játékoskeret | Lett nemzeti férfi jégkorongcsapat-játékoskeret | Lett nemzeti férfi jégkorongcsapat-játékoskeret | Lett nemzeti férfi jégkorongcsapat-játékoskeret | Lett nemzeti férfi jégkorongcsapat-játékoskeret | Lett nemzeti férfi jégkorongcsapat-játékoskeret | Lett nemzeti férfi jégkorongcsapat-játékoskeret |
| #                                               | Név                                             | Poszt                                           | Magasság                                        | Súly                                            | Kor                                             | Klub                                            |
| ----------------------------------------------- | ----------------------------------------------- | ----------------------------------------------- | ----------------------------------------------- | ----------------------------------------------- | ----------------------------------------------- | ----------------------------------------------- |
| 1                                               | Artūrs Irbe                                     | K                                               | 175                                             | 82                                              | 1967. február 2. (35 évesen)                    | Carolina Hurricanes                             |
| 30                                              | Sergejs Naumovs                                 | K                                               | 179                                             | 79                                              | 1969. április 4. (32 évesen)                    | Djurgårdens IF                                  |
| 32                                              | Edgars Masalskis                                | K                                               | 18                                              | 79                                              | 1980. március 31. (21 évesen)                   | Metalurgs Liepaja                               |
| 2                                               | Rodrigo Laviņš                                  | V                                               | 18                                              | 80                                              | 1974. augusztus 3. (27 évesen)                  | Molot-Prikamie Perm                             |
| 3                                               | Viktors Ignatjevs                               | V                                               | 19                                              | 92                                              | 1970. április 26. (31 évesen)                   | Severstal Cherepovets                           |
| 5                                               | Igors Bondarevs                                 | V                                               | 179                                             | 80                                              | 1974. február 9. (28 évesen)                    | SaiPa                                           |
| 7                                               | Kārlis Skrastiņš                                | V                                               | 188                                             | 85                                              | 1974. július 9. (27 évesen)                     | Nashville Predators                             |
| 15                                              | Kaspars Astašenko                               | V                                               | 191                                             | 92                                              | 1975. február 17. (26 évesen)                   | Lowell Lock Monsters                            |
| 18                                              | Sandis Ozoliņš                                  | V                                               | 188                                             | 88                                              | 1972. augusztus 3. (29 évesen)                  | Florida Panthers                                |
| 22                                              | Olegs Sorokins                                  | V                                               | 178                                             | 80                                              | 1974. január 4. (28 évesen)                     | Molot-Prikamie Perm                             |
| 23                                              | Atvars Tribuncovs                               | V                                               | 19                                              | 89                                              | 1976. október 14. (25 évesen)                   | Berlin Capitals                                 |
| 28                                              | Andrejs Maticins                                | V                                               | 18                                              | 85                                              | 1963. január 30. (39 évesen)                    | Nykoping                                        |
| 8                                               | Vjačeslavs Fanduls                              | T                                               | 179                                             | 79                                              | 1969. március 17. (32 évesen)                   | Berlin Capitals                                 |
| 9                                               | Aleksandrs Belavskis                            | T                                               | 18                                              | 83                                              | 1964. január 17. (38 évesen)                    | IF Bjorkloven                                   |
| 11                                              | Sergejs Senins                                  | T                                               | 178                                             | 77                                              | 1972. április 16. (29 évesen)                   | Herning IK                                      |
| 12                                              | Aleksandrs Macijevskis                          | T                                               | 175                                             | 73                                              | 1975. június 26. (26 évesen)                    | Odense IK                                       |
| 13                                              | Grigorijs Pantelejevs                           | T                                               | 175                                             | 83                                              | 1972. november 13. (29 évesen)                  | Sodertalje SK                                   |
| 14                                              | Leonīds Tambijevs                               | T                                               | 177                                             | 80                                              | 1970. szeptember 26. (31 évesen)                | Rodovre IK                                      |
| 17                                              | Aleksandrs Ņiživijs                             | T                                               | 175                                             | 75                                              | 1976. szeptember 16. (25 évesen)                | Dynamo Moskva                                   |
| 20                                              | Harijs Vītoliņš                                 | T                                               | 191                                             | 96                                              | 1968. április 30. (33 évesen)                   | HC Thurgau                                      |
| 21                                              | Aleksandrs Kerčs                                | T                                               | 176                                             | 83                                              | 1967. március 16. (34 évesen)                   | Berlin Capitals                                 |
| 27                                              | Aleksandrs Semjonovs                            | T                                               | 179                                             | 80                                              | 1972. június 8. (29 évesen)                     | IFK Arboga IK                                   |
| 29                                              | Aigars Cipruss                                  | T                                               | 175                                             | 78                                              | 1972. január 12. (30 évesen)                    | HIFK Helsinki                                   |
| Vezetőedző: Curt Lindström                      | Vezetőedző: Curt Lindström                      | Vezetőedző: Curt Lindström                      | Vezetőedző: Curt Lindström                      | Vezetőedző: Curt Lindström                      | 1940. november 26. (61 évesen)                  | 1940. november 26. (61 évesen)                  |

- Posztok rövidítései: K – Kapus, V – Védő, T – Támadó
- Kor: 2002. február 9-i kora

#### Eredmények
Selejtező
A csoport
| Csapat      | M | Gy | V | D | G+ | G– | Gk | P |
| ----------- | - | -- | - | - | -- | -- | -- | - |
| Németország | 3 | 3  | 0 | 0 | 10 | 3  | +7 | 6 |
| Lettország  | 3 | 1  | 1 | 1 | 11 | 12 | −1 | 3 |
| Ausztria    | 3 | 1  | 2 | 0 | 7  | 9  | −2 | 2 |
| Szlovákia   | 3 | 0  | 2 | 1 | 8  | 12 | −4 | 1 |

| 2002. február 9. | Lettország (LAT) | 4 – 2 (1–2, 1–2, 0–0) | Ausztria | Peaks Ice Arena, Provo Nézőszám: 6159 |

|  |  |  |  |  |
|  |  |  |  |  |
|  |  |  |  |  |
|  |  |  |  |  |

| 2002. február 10. | Lettország (LAT) | 6 – 6 (2–2, 2–4, 2–0) | Szlovákia | E Center, West Valley City Nézőszám: 8377 |

|  |  |  |  |  |
|  |  |  |  |  |
|  |  |  |  |  |
|  |  |  |  |  |

| 2002. február 12. | Németország (GER) | 4 – 1 (2–1, 2–0, 0–0) | Lettország | Peaks Ice Arena, Provo Nézőszám: 6574 |

|  |  |  |  |  |
|  |  |  |  |  |
|  |  |  |  |  |
|  |  |  |  |  |

A 9. helyért
| 2002. február 14. | Ukrajna (UKR) | 2 – 9 (0–6, 2–3, 0–0) | Lettország | E Center, West Valley City Nézőszám: 8449 |

|  |  |  |  |  |
|  |  |  |  |  |
|  |  |  |  |  |
|  |  |  |  |  |

| Csapat     | Helyezés |
| ---------- | -------- |
| Lettország | 9.       |

## Sífutás
Férfi
| Versenyző      | Versenyszám | Eredmény  | Helyezés |
| -------------- | ----------- | --------- | -------- |
| Juris Ģērmanis | 15 km       | 41:50,1   | 49.      |
| Juris Ģērmanis | 30 km       | 1:22:30,4 | 58.      |

| Versenyző      | Versenyszám              | 10 km klasszikus | 10 km klasszikus | 10 km szabad | 10 km szabad | Helyezés |
| Versenyző      | Versenyszám              | Idő              | Hely.            | Időhátrány   | Idő          | Helyezés |
| -------------- | ------------------------ | ---------------- | ---------------- | ------------ | ------------ | -------- |
| Juris Ģērmanis | 10 + 10 km üldözőverseny | 28:41,1          | 53.              | +2:33        | 27:32,8      | 51.      |

## Szánkó
| Versenyző                    | Versenyszám | 1. futam | 1. futam | 2. futam | 2. futam | 3. futam   | 3. futam   | 4. futam | 4. futam | Összesítés | Összesítés |
| Versenyző                    | Versenyszám | Idő      | Hely.    | Idő      | Hely.    | Idő        | Hely.      | Idő      | Hely.    | Idő        | Helyezés   |
| ---------------------------- | ----------- | -------- | -------- | -------- | -------- | ---------- | ---------- | -------- | -------- | ---------- | ---------- |
| Guntis Rēķis                 | Férfi egyes | 45,898   | 28.      | 45,644   | 28.      | 45,446     | 28.        | 45,716   | 30.      | 3:02,704   | 29.        |
| Mārtiņš Rubenis              | Férfi egyes | 45,022   | 14.      | 49,671   | 47.      | nem indult | nem indult | kiesett  | kiesett  | kiesett    | kiesett    |
| Nauris Skraustiņš            | Férfi egyes | 45,335   | 23.      | 45,389   | 26.      | 44,904     | 21.        | 45,061   | 14.      | 3:00,689   | 22.        |
| Iluta Gaile                  | Női egyes   | 43,779   | 7.       | 43,791   | 14.      | 43,656     | 11.        | 43,847   | 18.      | 2:55,073   | 10.        |
| Anna Orlova                  | Női egyes   | 43,795   | 8.       | 43,658   | 10.      | 43,642     | 10.        | 43,644   | 10.      | 2:54,739   | 9.         |
| Maija Tīruma                 | Női egyes   | 44,050   | 18.      | 43,954   | 19.      | 43,971     | 21.        | 43,956   | 20.      | 2:55,931   | 18.        |
| Ivars Deinis Sandris Berzinš | Kettes      | 43,413   | 10.      | 43,493   | 11.      |            |            |          |          | 1:26,906   | 10.        |

## Szkeleton
| Versenyző     | Versenyszám | 1. futam | 1. futam | 2. futam | 2. futam | Összesítés | Összesítés |
| Versenyző     | Versenyszám | Idő      | Hely.    | Idő      | Hely.    | Idő        | Helyezés   |
| ------------- | ----------- | -------- | -------- | -------- | -------- | ---------- | ---------- |
| Tomass Dukurs | Férfi       | 52,29    | 21.      | 52,38    | 20.      | 1:44,67    | 21.        |